# Маломуж, Владимир Григорьевич
Владимир Григорьевич Маломуж (24 августа 1934, город Белая Церковь, теперь Киевской области) — советский партийный деятель. Депутат Верховного Совета УССР 11-го созыва. Член Ревизионной комиссии КПУ в 1986 — 1990 г.

## Биография
Окончил Киевский политехнический институт.
В 1957 — 1960 г. — конструктор, начальник цеха карьероуправления в городе Енакиево Сталинской области. В 1960 — 1965 г. — мастер, начальник цеха, главный инженер Белоцерковского завода сельскохозяйственного машиностроения имени 1-го Мая.
В 1961 году вступил в КПСС.
В 1965 — 1970 г. — 2-й секретарь Белоцерковского городского комитета КПУ Киевской области.
В ноябре 1970 — мае 1973 г. — председатель исполнительного комитета Белоцерковского городского совета депутатов трудящихся.
В 1973 — 1975 г. — заведующий отделом торгово-финансовых органов Киевского областного комитета КПУ.
В 1975 — 1984 г. — заместитель председателя исполнительного комитета Киевского областного совета народных депутатов. Окончил Заочную Высшую партийную школу при ЦК КПСС.
В 1984 — 1988 г. — 2-й секретарь Киевского областного комитета КПУ.
В феврале 1986 — декабре 1988 г. — одновременно председатель Ревизионной комиссии КПУ.

## Награды
- три ордена Трудового Красного Знамени
- медали